# تابع بیضوی

تابع بیضوی

در آنالیز مختلط، تابع بیضوی، یک تابع مرومورفیک است که در دو مسیر تناوبی است. در یک تابع متناوب، تابع فقط در یک تناوب تعریف می‌شود (این تناوب پیوسته تکرار می‌شود)، اما تابع بیضوی در یک متوازی‌الأضلاع پایه تعریف می‌شود، که این متوازی‌الأضلاع به صورت شبکه‌ای تکرار می‌شود. چون یک تابع متناوب دوقلو نمی‌تواند هام دیس (دارای دو انتهای متقارن) باشد، بر اساس قضیهٔ لیویل باید ثابت باشد. یک تابع بیضوی باید حداقل دو قطب در متوازی‌الأضلاع پایه داشته باشد.

## تاریخچه
کمی پس از توسعه حساب دیفرانسیل و انتگرال بی‌نهایت کوچک، نظریه توابع بیضوی توسط ریاضیدان ایتالیایی، جولیو دی فاگنانو، و ریاضیدان سوئیسی، لئونارد اویلر، آغاز شد. هنگامی که آنها سعی کردند طول کمان یک لمنیسکات را محاسبه کنند، با مسائلی در مورد انتگرال‌هایی که شامل جذر چندجمله‌ای‌های درجه ۳ و ۴ بودند، مواجه شدند. واضح بود که آن دسته از انتگرال‌های به اصطلاح بیضوی را نمی‌توان با استفاده از توابع مقدماتی حل کرد. فاگنانو یک رابطه جبری بین انتگرال‌های بیضوی مشاهده کرد، که آن را در سال ۱۷۵۰ منتشر کرد. اویلر بلافاصله نتایج فاگنانو را تعمیم داد و قضیه جمع جبری خود را برای انتگرال‌های بیضوی مطرح کرد. به جز نظری از لاندن، ایده‌های او تا سال ۱۷۸۶ دنبال نشد، زمانی که لژاندر مقاله خود را با عنوان «یادداشت‌هایی در مورد انتگرال‌ها بر روی کمان‌های بیضوی» منتشر کرد. لژاندر متعاقباً انتگرال‌های بیضوی را مطالعه کرد و آنها را توابع بیضوی نامید. لژاندر یک طبقه‌بندی سه‌گانه - سه نوع - را معرفی کرد که ساده‌سازی بسیار مهمی از نظریه نسبتاً پیچیده آن زمان بود. سایر آثار مهم لژاندر عبارتند از: خاطراتی درباره بیضی‌های متعالی (۱۷۹۲)، تمرین‌های محاسبه انتگرال (۱۸۱۱-۱۸۱۷)، رساله توابع بیضی (۱۸۲۵-۱۸۳۲). کار لژاندر تا سال ۱۸۲۶ عمدتاً توسط ریاضیدانان دست‌نخورده باقی ماند.
پس از آن، نیلز هنریک آبل و کارل گوستاو ژاکوبی تحقیقات را از سر گرفتند و به سرعت نتایج جدیدی کشف کردند. در ابتدا آنها تابع انتگرال بیضوی را معکوس کردند. به دنبال پیشنهاد ژاکوبی در سال ۱۸۲۹، این توابع معکوس اکنون توابع بیضوی نامیده می‌شوند. یکی از مهمترین آثار ژاکوبی، «نظریه جدید توابع بیضوی» است که در سال ۱۸۲۹ منتشر شد. قضیه جمع اویلر در سال ۱۸۲۹ توسط آبل مطرح و به شکل کلی اثبات شد. در آن روزها، نظریه توابع بیضوی و نظریه توابع تناوبی مضاعف، نظریه‌های متفاوتی در نظر گرفته می‌شدند. آنها در سال ۱۸۵۶ توسط بریو و بوکه گرد هم آمدند. گاوس ۳۰ سال قبل بسیاری از خواص توابع بیضوی را کشف کرده بود، اما هرگز چیزی در این مورد منتشر نکرد

## تعریف
یک تابع بیضوی تابعی {\displaystyle f} است که روی {\displaystyle \mathbb {C} } تابع مرومورفیک است و برای آن دو عدد مختلط غیر صفر   {\displaystyle \omega _{1}} و {\displaystyle \omega _{2}} که {\displaystyle {\frac {\omega _{1}}{\omega _{2}}}\notin \mathbb {R} } (به عبارت دیگر، این دو عدد غیر موازی اند) است وجود دارد، به طوری که {\displaystyle f(z)=f(z+\omega _{1})} و {\displaystyle f(z)=f(z+\omega _{2})} برای هر {\displaystyle z\in \mathbb {C} }.
«شبکهٔ تناوب ها» با {\displaystyle \Lambda =\left\{m\omega _{1}+n\omega _{2}\mid m,n\in \mathbb {Z} \right\}} نمایش داده می‌شود، در نتیجه {\displaystyle f(z)=f(z+\omega )} برای هر {\displaystyle \omega \in \Lambda }.
دو دسته تابع بیضوی کانونی داریم:ژاکوبی و وایرشتراس. گرچه تابع بیضوی ژاکوبی قدیمی تر و مستقیماً مرتبط با کاربردهاست ولی نویسندگان جدید نظریهٔ مقدماتی را با تابع وایرشتراس دنبال می‌کنند چون ساده‌تر است.
اگر یک سلول را متوازی‌الأضلاع پایه‌ای که در آن تابع چند مقداری (چندگانه) نباشد، تعریف کنیم، خواص زیر را خواهیم داشت:
̈# تعداد قطب‌ها در هر سلول محدود است.
1. تعداد ریشه‌ها در ر سلول محدود است.
2. مجموع باقیمانده‌ها در هر سلول صفر است.
3. قضیه لیویل برای تابع بیضوی: تابع بیضوی که در یک سلول قطب نداشته باشد، ثابت است.
4. تعداد صفرهای {\displaystyle f(z)-c} (درجه) برابر تعداد قطب‌های {\displaystyle f(z)} است.
5. ساده‌ترین تابع بیضوی درجه ۲ است. چون یک تابع درجه اول که قطب تحویل ناپذیر و باقیمانده غیر صفر داشته باشد، غیرممکن است.
6. تابع بیضوی که یک قطب درجه دو با باقیمانده صفر دارد را تابع بیضوی وایرشتراس گویند.

تابع بیضوی با دوقطب ساده با باقیمانده و را تابع بیضوی ژاکوبی گویند.
1. مجموع ریشه‌ها با مجموع قطب‌ها برابر است.
2. بین هر دو تابع بیضوی با دوره تناوب یکسان یک رابطه جبری برقرار است.تابع بیضوی

## تابع بیضوی وایرشتراس
تابع بیضوی وایرشتراس {\displaystyle \wp \left(z\right)} به راحتی با انتخاب {\displaystyle \Lambda } بر اساس تعریف قابل ساختن است:
{\displaystyle \wp \left(z\right)={\frac {1}{z^{2}}}+\sum _{\omega \in \Lambda \smallsetminus \left\{0\right\}}\left({\frac {1}{\left(z-\omega \right)^{2}}}-{\frac {1}{\omega ^{2}}}\right)}
این تابع با تبدیل {\displaystyle z\mapsto z+\omega } و برای هر {\displaystyle \omega \in \Lambda } ثابت است و فقط دو قطب در {\displaystyle z=0} و {\displaystyle z=\omega } دارد.